# フランク・ファン・カウウェン
フランク・ファン・カウウェン（Frank van Kouwen, 1980年7月2日 - ）は、オランダ・リンブルフ州ヴェールト出身の元サッカー選手。現役時代のポジションはDF、MF。

## 経歴
アマチュアクラブであるメガクレスでキャリアを開始すると、ヴィレムIIに引き抜かれる。1998-99シーズンにトップチームでデビューするも以後は出場機会に恵まれず、2003-04シーズンはFCアイントホーフェンに期限付き移籍した。ここではレギュラーとしてプレーし、翌シーズンからVVVフェンローに完全移籍。VVVでの活躍が評価され数々のクラブからオファーを受ける。エールディヴィジに所属するローダJCへの移籍を選択したがスタメンの座を確保できず、1シーズンでVVVへ復帰した。2008-09シーズンには1部昇格メンバーの一員となった。